# 乌获
乌获（?—?），中国战国时期秦国的勇士。相传他力大无穷，可以举起千钧之重，与任鄙、孟说一起得到秦武王的信任。乌获做的大官，终年八十余岁。